# Ожика альпійська
{{#ifeq:0|0|{{#if:Luzula alpinopilosa|{{#if:|[[]}}|[[]]}}}}
Ожика альпійська, мохнатка альпійська (Luzula alpinopilosa) — вид рослин із родини ситникових (Juncaceae), що зростає в Європі.

## Біоморфологічний опис
Багаторічна трава, (10)20–30(50) см заввишки, утворює дерновину. Листові пластини майже голі або тільки біля основи з волосків, вузько-лінійні, 1–3(5) мм завширшки, блакитно-зелене, розсіяно волосисті. Квітки зближені на гілочках по 2–5. Листочки оцвітини приблизно 2 мм завдовжки, рівні, загострені, чорнуваті або темно-коричневі; внутрішні — світліші. Стиглі плоди темно-коричневі, майже кулясті, трохи довші за листочки оцвітини. Період цвітіння: травень — червень. 2n=12.

## Середовище проживання
Зростає в Європі від Іспанії до України.
В Україні вид зростає серед чагарників, в ущелинах скель у високогір'ях — у Карпатах.